# Jin Goo
Jin Goo (sinh 20 tháng 7 năm 1980) là một nam diễn viên người Hàn Quốc.

## Tiểu sử
Jin Goo sinh ngày 20 tháng 7 năm 1980. Là một nam diễn viên người Hàn Quốc. Anh được biết đến rộng rãi qua bộ phim Hậu duệ mặt trời.

## Sự nghiệp diễn xuất

### Phim điện ảnh
| Năm  | Tựa đề                         | Vai diễn            | Ghi chú            |
| ---- | ------------------------------ | ------------------- | ------------------ |
| 2003 | Romantic Assassins             | Assassin            | [ 1 ]              |
| 2003 | 1+1=6                          |                     | Short film         |
| 2005 | A Bittersweet Life             | Min-gi              |                    |
| 2006 | A Dirty Carnival               | Jong-soo            | [ 2 ]              |
| 2006 | Ice Bar                        | In-baek             | [ 3 ]              |
| 2006 | Love Me Not                    | Mickey / Tae-ho     | [ 4 ]              |
| 2007 | Epitaph                        | Park Jung-nam       | [ 5 ]              |
| 2008 | Truck                          | Kim Young-ho        | [ 6 ]              |
| 2008 | The ESP Couple                 | Su-min              | [ 7 ]              |
| 2009 | Mother                         | Jin-tae             |                    |
| 2010 | Le Grand Chef 2: Kimchi Battle | Seong-chan          |                    |
| 2011 | The Showdown                   | Do-young            |                    |
| 2011 | Moby Dick                      | Yoon Hyuk           |                    |
| 2011 | Always                         | Pottery store owner | Cameo              |
| 2012 | 26 Years                       | Kwak Jin-bae        |                    |
| 2014 | The Target                     | Baek Sung-hoon      |                    |
| 2014 | The Admiral: Roaring Currents  | Lim Jun-young       |                    |
| 2014 | Late Spring                    |                     | cameo              |
| 2015 | C'est Si Bon                   | Lee Jang-hee (20s)  |                    |
| 2015 | Northern Limit Line            | Han Sang-gook       |                    |
| 2017 | One Line                       | Suk-goo             |                    |
| 2018 | Heung-boo: The Revolutionist   | Nolbu               | Special appearance |

### Phim truyền hình
| Năm  | Tựa đề                                        | Vai diễn                                      | Hệ thống |
| ---- | --------------------------------------------- | --------------------------------------------- | -------- |
| 2003 | All In                                        | young Kim In-ha                               | SBS      |
| 2004 | MBC Best Theater "Where Are Arrows We Shoot?" | Jin-ho                                        | MBC      |
| 2004 | Nonstop 5                                     | Jin Goo                                       | MBC      |
| 2004 | MBC Best Theater "Oshio Ddeokbokki"           | [ 12 ]                                        | MBC      |
| 2005 | HDTV Literature "Saya, Saya (Bird, Bird)"     |                                               | KBS1     |
| 2007 | Joshi Deka!                                   | (guest, episode 10 and webisodes)             | TBS      |
| 2008 | Spotlight                                     | Lee Seon-chul                                 | MBC      |
| 2008 | Tokyo Sun Shower                              | Park Sang-gil                                 | SBS      |
| 2009 | Swallow the Sun                               | young Kim Il-hwan (cameo)                     | SBS      |
| 2010 | Athena: Goddess of War                        | Black agent Jang Hyuk-joon (cameo, episode 7) | SBS      |
| 2013 | Ad Genius Lee Tae-baek                        | Lee Tae-baek                                  | KBS2     |
| 2015 | Beating Again                                 | Ma Dong-wook (guest)                          | jTBC     |
| 2016 | Descendants of the Sun                        | Seo Dae-young                                 | KBS2     |
| 2016 | Entourage                                     | Himself (cameo)                               | tvN      |
| 2016 | Night Light                                   | Park Gun-woo                                  | MBC      |
| 2017 | Untouchable                                   | Jang Joon-seo                                 | JTBC     |
| 2018 | Mr. Sunshine                                  | Sang-wan (cameo)                              | tvN      |
| 2019 | Legal High                                    | Go Tae-rim                                    | JTBC     |

### Video âm nhạc
| Year | Song title             | Artist                |
| ---- | ---------------------- | --------------------- |
| 2007 | "Sonata of Temptation" | Ivy                   |
| 2009 | "Shout to the Heart"   | Monday Kiz ft. Rhymer |
| 2009 | "Scar"                 | Monday Kiz            |
| 2009 | "Stupid"               | Yoon Seo-jin          |
| 2013 | "V"                    | Lee Jung-hyun         |